# Gokwe (Simbabwe)
Gokwe ist eine Stadt in der Provinz Midlands in Simbabwe. Zusammen mit ihrem Umland stellt sie einen der Urbanen Distrikte Simbabwes mit 33.073 Einwohnern (2022) und einer Fläche von knapp 19 km².

## Geografie
Sie liegt im Norden von Midlands, etwa 1300 Meter über dem Meeresspiegel, innerhalb des Distriktes Gokwe South. Sie ist die einzige größere Siedlung im Distrikt. Der Urbane Distrikt ist in 6 Wards aufgeteilt.
Das Klima ist halbtrocken mit jährlichen Niederschlägen zwischen 250 und 500 mm. 
Vor 1950 waren die Distrikte Gokwe North und Gokwe South sehr dünn besiedelt. Heute werden etwa 600.000 Einwohner gezählt.

## Geschichte
Zahlreiche Immigranten kamen aus anderen Teilen Simbabwes, Malawi, Mosambik und Sambia, vor allem wegen der hier angebauten Baumwolle. 1980 gab es in der Gegend 15.000 Baumwollbauern, 1990 waren es 50.000. Das hatte semifeudale Strukturen zur Folge, die ohne Wanderarbeit nicht auskamen. 40 Prozent der Zuwanderer waren landlos, 15 Prozent waren ältere Menschen aus dem Ausland, die zuvor in den Minen gearbeitet hatten und hier nun einen Alterssitz mit einem Stück Land hatten, 45 Prozent waren durch den Bürgerkrieg Vertriebene. Das hatte ein so großes Einkommensgefälle zur Folge, dass es zu Ausschreitungen kam.

## Wirtschaft
Der überwiegende Teil der lokalen Wirtschaft liegt im informeller Sektor. Neben Dutzenden kleinerer Einzelhandelsgeschäfte sind fünf große einheimische Supermärkte und Großhändler vor Ort. Die zwei wichtigsten Wirtschaftszweige der Stadt sind Baumwolle und die Schlachterei. Bei der Stadt liegt eine Kohlemine. Die größten Probleme der Stadt sind die Erosion und die Abhängigkeit von den Schwankungen der Baumwollpreise.

## Infrastruktur
In der Stadt gibt es 4 Grundschulen und 4 weiterführende Schulen. Sie verfügt über ein Krankenhaus, eine Ambulanz und 7 weitere private Ambulanzen. Ganz Gokwe South bezieht sein Wasser größtenteils aus Brunnen. In der Stadt gibt es eine Wasseraufbereitungsanlage, Druckerhöhungsanlagen und einen Hochbehälter. Mit dem Trinkwassernetz werden etwa 5500 Menschen versorgt. Die Stadt hat einen Flugplatz für kleine Maschinen. Im Ort gibt es Hotels, Bars und Clubs.
Das Gokwe Town Counsil ist in der Umsetzung mehrerer Infrastrukturprojekte. Dazu gehören: das Verbessern der Straßen in der Innenstadt, Entwicklung von WASH-Strukturen wie das Bohren von Brunnen und Errichtung öffentlicher Bezahltoiletten, Bau von Klassenräumen und Erweiterung des Krankenhauses. Die Projekte sind Teil eines 5-Jahresplans, der 2025 abgeschlossen sein sollen.

## Religion
Gokwe ist Sitz des Bistums Gokwe.

## Ökologie
Etwa 10 km südlich der Stadt beginnt das Mafungabusi Forest Land.

## Bevölkerungsentwicklung
Bevölkerungsentwicklung
| Jahr          | Einwohner |
| ------------- | --------- |
| 1992 (Zensus) | 7418      |
| 2002 (Zensus) | 17.703    |
| 2012 (Zensus) | 23.906    |
| 2022 (Zensus) | 33.074    |

## Persönlichkeiten
- Terrence Mandaza (* 1984), Fußballspieler
- Energy Murambadoro (* 1982), ehemaliger Fußballtorhüter